# Lazaret (Litwa)
Lazaret – dawna wieś. Tereny na których była położona, leżą obecnie na Litwie, w okręgu uciańskim, w rejonie jezioroskim, w starostwie Turmont.

## Historia
W czasach zaborów ówczesne dobra w granicach Imperium Rosyjskiego, w powiecie nowoaleksandrowskim. Słownik Geograficzny Królestwa Polskiego określa miejscowość jako zaścianek o nazwie Łazaret.
W dwudziestoleciu międzywojennym wieś leżała w Polsce, w województwie nowogródzkim (od 1926 w województwie wileńskim), w powiecie brasławskim, w gminie Smołwy.
Według Powszechnego Spisu Ludności z 1921 roku zamieszkiwały tu 52 osoby, 18 było wyznania rzymskokatolickiego, 17 staroobrzędowego a 17 mojżeszowego. Jednocześnie wszyscy mieszkańcy zadeklarowali polską przynależność narodową. Było tu 8 budynków mieszkalnych. 
Wierni należeli do parafii rzymskokatolickiej w Smołwach i prawosławnej w Dryświatach. Miejscowość podlegała pod Sąd Grodzki w m. Turmont i Okręgowy w Wilnie; właściwy urząd pocztowy mieścił się w m. Turmont.